# Concours féminin de trampoline aux Jeux olympiques d'été de 2016
Pour un article plus général, voir Trampoline aux Jeux olympiques d'été de 2016.
Navigation
Londres 2012 Tokyo 2020
Le concours féminin de trampoline aux Jeux olympiques d'été de 2016' se déroule le 12 août à l'Arena Olímpica do Rio, à Rio de Janeiro au Brésil.

## Format de la compétition
La compétition se déroule en deux temps : la phase de qualification et la finale. En qualification, les gymnastes produisent deux programmes : imposé et libre. Les scores de ces deux programmes sont additionnés, et les 8 meilleurs vont en finale. La finale n'a qu'un seul programme, et les scores de la phase de qualification ne sont pas pris en compte.

## Programme
Heure locale (UTC−3)
| Date                  | Heure | Tour           |
| --------------------- | ----- | -------------- |
| Vendredi 12 août 2016 | 14:03 | Qualifications |
| Vendredi 12 août 2016 | 15:42 | Finale         |

## Résultats

### Qualifications
| Position | Athlète             | Pays            | Imposé | Libre  | Pénalité | Total   | Notes |
| -------- | ------------------- | --------------- | ------ | ------ | -------- | ------- | ----- |
| 1        | Tatiana Petrenia    | Biélorussie     | 47.850 | 56.665 |          | 104.515 | Q     |
| 2        | Li Dan              | Chine           | 48.075 | 56.000 |          | 104.075 | Q     |
| 3        | Rosannagh MacLennan | Canada          | 47.490 | 55.640 |          | 103.130 | Q     |
| 4        | He Wenna            | Chine           | 48.000 | 55.095 |          | 103.095 | Q     |
| 5        | Kat Driscoll        | Grande-Bretagne | 46.950 | 53.345 |          | 100.295 | Q     |
| 6        | Hanna Harchonak     | Biélorussie     | 47.540 | 52.735 |          | 100.275 | Q     |
| 7        | Bryony Page         | Grande-Bretagne | 47.550 | 52.525 |          | 100.075 | Q     |
| 8        | Luba Golovina       | Géorgie         | 47.080 | 51.205 |          | 98.285  | Q     |
| 9        | Yana Pavlova        | Russie          | 46.940 | 51.120 |          | 98.060  |       |
| 10       | Leonie Adam         | Allemagne       | 45.355 | 52.530 |          | 97.885  |       |
| 11       | Ana Rente           | Portugal        | 45.220 | 52.665 |          | 97.885  |       |
| 12       | Ekaterina Khilko    | Ouzbékistan     | 46.570 | 50.955 |          | 97.525  |       |
| 13       | Rana Nakano         | Japon           | 44.580 | 52.195 |          | 96.775  |       |
| 14       | Marine Jurbert      | France          | 46.445 | 50.315 |          | 96.760  |       |
| 15       | Nicole Ahsinger     | États-Unis      | 45.250 | 50.205 |          | 95.455  |       |
| 16       | Nataliia Moskvina   | Ukraine         | 46.030 | 17.300 |          | 63.330  |       |

### Finale
| Position           | Athlète             | Pays            | Difficulté | Exécution | Vol    | Pénalité | Total  | Notes |
| ------------------ | ------------------- | --------------- | ---------- | --------- | ------ | -------- | ------ | ----- |
| Médaille d'or      | Rosannagh MacLennan | Canada          | 15.000     | 25.200    | 16.265 |          | 56.465 |       |
| Médaille d'argent  | Bryony Page         | Grande-Bretagne | 14.400     | 25.500    | 16.140 |          | 56.040 |       |
| Médaille de bronze | Li Dan              | Chine           | 15.000     | 24.900    | 15.985 |          | 55.885 |       |
| 4                  | He Wenna            | Chine           | 15.200     | 24.000    | 16.370 |          | 55.570 |       |
| 5                  | Tatsiana Piatrenia  | Biélorussie     | 14.600     | 24.300    | 15.750 |          | 54.650 |       |
| 6                  | Kat Driscoll        | Grande-Bretagne | 14.400     | 23.400    | 15.845 |          | 53.645 |       |
| 7                  | Luba Golovina       | Géorgie         | 14.400     | 21.300    | 15.310 |          | 51.010 |       |
| 8                  | Hanna Harchonak     | Biélorussie     | 1.500      | 2.400     | 1.800  |          | 5.700  |       |